# Theaterhaus Hildesheim

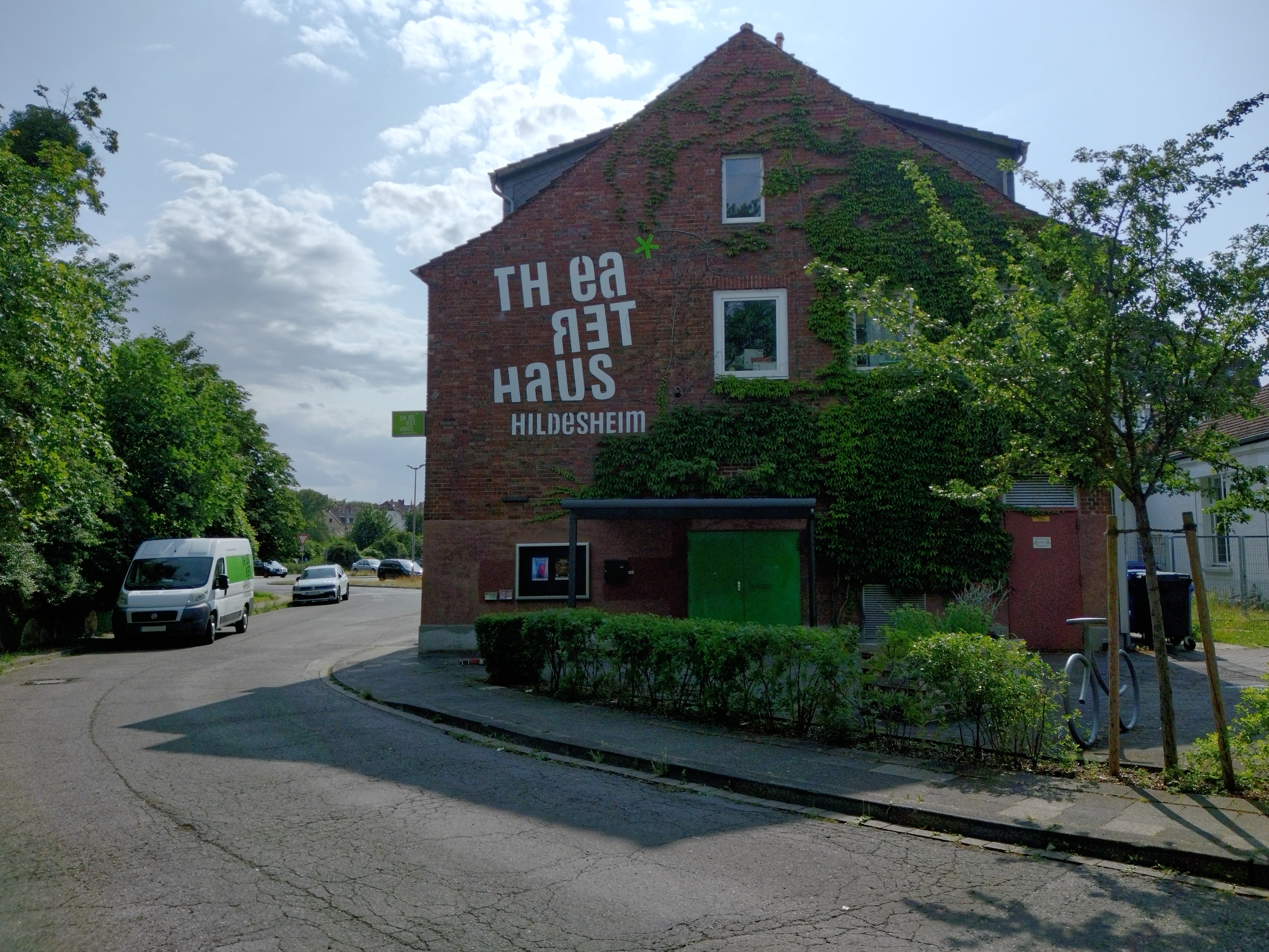
Theatergebäude, Langer Garten

Das Theaterhaus Hildesheim ist der Verein und zugleich der Name der Spielstätte der überregional bekannten Freien Theaterszene Hildesheims. Der Zusammenschluss von rund 30 Ensembles, die sich die Bühne teilen, gilt als einmalig in Deutschland.

## Geschichte
Die Geschichte des Theaterhauses geht zurück auf den 1990 in Hildesheim von Studenten und Absolventen des Studiengangs Kulturpädagogik (später Kulturwissenschaften und ästhetische Praxis) der Universität Hildesheim gegründeten Verein für Freie Theaterkultur Buffo e.V., der vorwiegend die Räume des Vereins Kulturfabrik Löseke nutzte.
1999 erfolgte die Umbenennung in Theaterhaus Hildesheim e.V. und der Bezug des Theaterhauses am Ostertor. Neben der Veranstaltung von Festivals ergaben sich die Kooperationen mit dem Theaterinstitut der Universität Hildesheim und dem Stadttheater Hildesheim. 2001 musste das Theaterhaus am Ostertor wegen finanzieller Engpässe schließen. Im Folgejahr bezog der Verein die früheren Lagerräume der Textil- und Handelsgesellschaft Langer Garten 23 c in der Nordstadt.